# Lakitelek
Lakitelek är en ort i Ungern.   Den ligger i provinsen Bács-Kiskun, i den centrala delen av landet, 100 km sydost om huvudstaden Budapest. Lakitelek ligger 92 meter över havet och antalet invånare är 4 435.
Terrängen runt Lakitelek är mycket platt. Runt Lakitelek är det ganska glesbefolkat, med 38 invånare per kvadratkilometer. Närmaste större samhälle är Tiszakécske, 10,4 km nordost om Lakitelek. Trakten runt Lakitelek består till största delen av jordbruksmark.